# Xiphopteris murudensis
Xiphopteris murudensis là một loài dương xỉ trong họ Polypodiaceae. Loài này được Copel. Copel. mô tả khoa học đầu tiên năm 1947.